# Pierre-Aimé Millet
Cet article concerne le naturaliste. Pour le graveur, voir Aimé Millet. Pour les autres significations, voir Millet.
Pierre-Aimé Millet de la Turtaudière (Angers, 30 avril 1783 - Angers, 18 juin 1873) est un naturaliste, entomologiste et paléontologue français.

## Biographie
Il est secrétaire général de la Société d'Agriculture d'Angers et président du Comice horticole.
Dans sa Faune de Maine et Loire, pour la distribution méthodique des animaux il suit, pour les mammifères, le Règne animal de Cuvier ; pour les oiseaux, le même ouvrage mais avec quelques modifications par Latreille dans ses Familles naturelles du règne animal et quelques changements de son propre chef ; pour les reptiles, la classification de Brongniart et Cuvier ; et enfin pour les poissons, l'ouvrage précité de M. Cuvier.

## Espèces décrites
- Cyclostoma contectum Millet, 1813 (synonyme de  Viviparus contectus Millet, 1813)[4],[5]
- Planorbis leucostoma Millet, 1813 accepted as Anisus (Anisus) leucostoma, Millet, 1813)[5],[6]

## Publications
Liste partielle
- [1813] Mollusques terrestres et fluviatiles, observés dans le Département de Maine et Loire, Angers, L. Pavie, 1813, 1 tableau, xi [11] + 82 (OCLC 30613680).
- [Latreille 1825] Pierre-André Latreille, Familles naturelles du règne animal, exposés succinctement et dans un ordre analytique, 1825, sur biodiversitylibrary.org (lire en ligne).
- Faune de Maine et Loire
  - [1828] Faune de Maine et Loire, ou Description méthodique des animaux qu'on rencontre dans toute l'étendue du département de Maine-et-Loire, tant sédentaires que de passage ; avec des observations sur leurs mœurs, leurs habitudes, etc., t. 1 (2 tomes), Paris / Angers, libr. Rosier / impr.-libr. L. Pavie, 1828, 379 p. (lire en ligne).
  - [1828] Faune de Maine et Loire, ou Description méthodique des animaux qu'on rencontre dans toute l'étendue du département de Maine-et-Loire, tant sédentaires que de passage ; avec des observations sur leurs mœurs, leurs habitudes, etc., t. 2 (2 tomes), Paris / Angers, libr. Rosier / impr.-libr. L. Pavie, 1828, 6 pl. + 773 (lire en ligne).
- [1854] Paléontologie de Maine et Loire comprenant avec des observations et l'indication des diverses formations géologiques du département de Maine et Loire, un relevé des roches, des minéraux et des fossiles qui se rapportent à chacune d'elles, Angers, Impr. Cosnier & Lachèse, 1854, sur biodiversitylibrary.org (lire en ligne).
- Faune des invertébrés de Maine-et-Loire
  - [1870] Faune des invertébrés de Maine-et-Loire, comprenant les 2e, 3e et 4e embranchements du règne animal, ou seconde partie de la Faune de Maine-et-Loire, t. 1 (2 tomes), Angers, impr.-libr.  E. Barassé, 1870, 371 p. (lire en ligne).
  - [1872] Faune des invertébrés de Maine-et-Loire, comprenant les 2e, 3e et 4e embranchements du règne animal, ou seconde partie de la Faune de Maine-et-Loire, t. 2 (2 tomes), Angers, impr.-libr. E. Barassé, 1872, 394 p. (lire en ligne).